# Nissan ben Avraham
Nissan ben-Avraham, en hebreu: ניסן בן אברהם, nascut Nicolau Aguiló (Palma, 1957), és un rabí mallorquí.
Des de molt jove s'interessà pels seus origen jueus i la cultura jueva per mor dels seus orígens xuetes. El 1977 passà a residir a Israel on, després de la seva conversió al judaisme, prengué el seu nom actual. Va cursar estudis de rabí a les ieixivot de Mercaz ha-Rav i d'Ateret Cohanim, a Jerusalem, i a la Ieixivat Hesder Xiló, llicenciant-se com a rabí l'any 1991. Després (2009) treballà com a mestre d'assignatures religioses (Torà, Mixnà i Talmud), al Talmud-Torà de Xiló, i actualment (2011) arriba dos o tres dies cada mes a Ciutat en una gira per diverses ciutats espanyoles, per tal d'ensenyar la tradició jueva principalment als qui, com ell, creuen que tots els fills del Poble jueu necessiten conèixer de primera mà els fonaments més amples de la cultura jueva des del punt de vista dels mateixos jueus.
Ha publicat la novel·la històrica curta, La Por, que tracta de l'atac contra el call mallorquí l'any 1391, i l'assaig Els Anussim, relatiu a la història dels jueus conversos a Mallorca i llur estatus legal dins del Poble jueu, segons la legislació jueva.